# (28468) Shichangxu
(28468) Shichangxu est un astéroïde de la ceinture principale.

## Description
(28468) Shichangxu est un astéroïde de la ceinture principale. Il fut découvert le 12 janvier 2000 à la station de Xinglong par le programme Beijing Schmidt CCD Asteroid Program. Il présente une orbite caractérisée par un demi-grand axe de 2,58 UA, une excentricité de 0,06 et une inclinaison de 9,7° par rapport à l'écliptique.

## Compléments